# La monja (película de 2018)
La monja (título original en inglés: The Nun) es una película estadounidense de terror sobrenatural gótico dirigida por Corin Hardy. El guion fue escrito por Gary Dauberman y James Wan. Es una película derivada de The Conjuring 2 (2016) y la quinta entrega de la The Conjuring Universe. Está protagonizada por Demián Bichir, Taissa Farmiga, Jonas Bloquet y Bonnie Aarons, repitiendo el papel de Valak/La monja. La película se estrenó el 7 de septiembre de 2018 por Warner Bros. Pictures y recibió críticas fuertes del público, con elogios por la atmósfera creada, pero no por su narrativa. La película se convirtió en un éxito de taquilla; recaudando más de $360 millones de dólares, contra un presupuesto de $22 millones y convirtiéndose así, en la más taquillera de la saga.

## Argumento
En 1952, en el monasterio de Cârţa, en Rumanía, las dos monjas que viven allí son atacadas por una presencia demoníaca invisible cuando entran en un túnel para recuperar una antigua reliquia cristiana. La monja de mayor edad, la hermana Jessica (Ani Sava) fallece, y la superviviente, la hermana Victoria (Charlotte Hope) huye del atacante, un demonio que aparece como monja, y luego se ahorca al saltar por una ventana. Durante el día, su cuerpo es descubierto poco después por Frenchie (Jonas Bloquet), un hombre encargado de transportar provisiones a las monjas.
El Vaticano se entera del incidente y envía a uno de sus sacerdotes que resuelve problemas, el Padre Burke (Demián Bichir), a investigar, junto con la joven novicia Irene (Taissa Farmiga). Los dos viajan a Rumanía y se encuentran con Frenchie, quien los lleva a la Abadía. Al llegar, descubren el cuerpo de la hermana Victoria sentado, a pesar de que Frenchie la acostó horizontalmente. Quitan una extraña llave de su cadáver. Una vez dentro, se encuentran con la abadesa, quien les informa que las monjas tienen un voto de silencio por la noche, pero que pueden regresar al día siguiente, ofreciéndoles alojamiento en el convento cercano. Frenchie es atacado por el cadáver de la monja que se suicidó cuando regresa al pueblo, pero logra escapar. El padre Burke le dice a la hermana Irene que años atrás un niño al que exorcizó resultó fatalmente herido durante el exorcismo y Burke lleva desde entonces la culpa con él. Esa noche, la entidad demoníaca aterroriza a la pareja. Burke es rescatado por Irene luego de ser enterrado vivo en el cementerio. Descubren que el ataúd también está lleno de libros antiguos sobre demonios.
Al día siguiente, Irene y Burke regresan a la abadía, pero solo la primera puede entrar ya que está enclaustrado. Se encuentra con algunas de las otras monjas y se entera de que están orando constantemente, intercambiando turnos para mantener el mal a raya. La hermana Oana (Ingrid Bisu) revela la historia de la abadía: fue construida como un castillo en la Edad Media por un duque que estaba obsesionado con el ocultismo y las artes oscuras. El duque convocó a una entidad demoníaca que surgió a través de una grieta en las catacumbas, pero el noble fue asesinado por las tropas del Vaticano que sellaron la grieta con un artefacto que contiene la «sangre de Jesucristo». Los efectos de los bombardeos durante la Segunda Guerra Mundial provocaron que la grieta se abriera nuevamente, desencadenando la misma entidad, que ha tomado la forma de una monja y a la que varias monjas han visto durante la noche. Mientras tanto, en la capilla, Burke identifica a la entidad como el demonio llamado Valak después de leer un libro encontrado en el ataúd; descubre que la Abadesa ha estado muerta todo el tiempo, y es perseguido por la entidad malvada en la forma del muchacho que exorcizó.
Frenchie decide regresar a la abadía para intentar salvar a Irene y Burke. Irene es atacada por Valak (Bonnie Aarons) y experimenta más visiones, luego se une a varias monjas rezando para defenderse del demonio. Mientras un fuerte ruido empuja a todas las demás monjas, excepto a Irene, el demonio invisible comienza a tallar un pentagrama en la espalda de Irene. Burke intenta entrar en la abadía para salvar a Irene pero es atacado por un cadáver de una monja poseída. Es salvado por Frenchie, quien empuña una escopeta, y los dos entran a la abadía para rescatar a Irene. Cuando el grupo se reúne, Irene descubre que ninguna de las monjas era real y que había estado orando sola. También se enteran de que la hermana Victoria fue la última monja que quedaba y que se sacrificó para evitar que Valak poseyera su cuerpo y se propagase el mal.
Teorizando que Valak solo puede detenerse si sellan la grieta dañada con la sangre, el trío recupera el vial con la llave que tenía la hermana Victoria. Cuando el grupo se separa, Irene es atraída a un pentagrama y poseída por Valak. Frenchie unta parte de la sangre de Cristo en la cara de Irene, expulsando al demonio. Valak sostiene a Frenchie del cuello e Irene es arrojada a una cámara inundada que contiene la grieta. Burke es herido por el fantasma del niño que murió cuando Valak comienza a ahogar a Irene. Cuando Valak inspecciona el cuerpo de Irene, esta escupe la sangre de Cristo hacia el demonio, desterrándolo, mientras la sangre sella la grieta. Después de que Frenchie rescata y resucita a Irene, revela su verdadero nombre como Maurice. Después Maurice e Irene dejan la abadía y en la ruta se forma una cruz invertida en el cuello del joven.
Veinte años después, en Wakefield, Massachusetts, Carolyn Perron (Lily Taylor) asiste a un seminario universitario donde Ed (Patrick Wilson) y Lorraine Warren (Vera Farmiga) dan una conferencia sobre la actividad demoníaca y se revela que Maurice fue poseído por Valak (mientras rescataba a Irene) y los Warren muestran un vídeo donde le están haciendo un exorcismo a Maurice y éste toca a Lorraine, dándole visiones de la muerte de Ed, mientras ella grita horrorizada.

## Elenco y personajes
- Taissa Farmiga como la Hermana Irene.
- Demián Bichir como el Padre Burke.
- Jonas Bloquet como Frenchie/Maurice.
- Bonnie Aarons como Valak / La monja.
- Ingrid Bisu como la Hermana Oana.
- Charlotte Hope como la Hermana Victoria.
- Jonny Coyne como Gregoro.
- Mark Steger como el Duque.
- Sandra Teles como la Hermana Ruth.
- Manuela Ciucur como la Hermana Christine.
- Ani Sava como la Hermana Jessica.
- Maria Obretin como la Hermana Abigail.
- Jared Morgan como Marquis.
- August Maturo como Daniel.
- Claudio Charles Schneider como el demonio.
- Patrick Wilson como Ed Warren.
- Vera Farmiga como Lorraine Warren.

## Producción

### Desarrollo
El 15 de junio de 2016, Warner Bros. Pictures y New Line Cinema anunciaron una película spin-off de The Conjuring 2, de 2016, la cual se titularía The Nun. El guion inicial de la película fue escrito por David Leslie Johnson y fue producido por Peter Safran y James Wan. El 17 de febrero de 2017, se anunció que Corin Hardy había firmado para dirigir The Nun con un nuevo guion de Wan y Gary Dauberman. Durante el rodaje de Annabelle: Creation, Safran reveló que The Nun sería la primera cinta cronológicamente en el universo cinematográfico compartido de la franquicia The Conjuring, lo que la convierte en una precuela adicional de The Conjuring y de Annabelle. Safran afirmó: "Tenemos un consejo que creamos que tiene lo que esperamos sea nuestra serie de películas, lo tenemos en orden cronológico, para que podamos hacer un seguimiento de dónde ocurre".

### Reparto
El 5 de abril de 2017, Demián Bichir fue el primer actor en ser elegido para el papel de un sacerdote que investigaba el misterioso suicidio de una monja en un convento en Rumanía. Taissa Farmiga fue seleccionada poco después en el papel protagonista. Bonnie Aarons fue elegida para volver a interpretar al personaje de Valak / La monja, de The Conjuring 2. Charlotte Hope, Jonas Bloquet e Ingrid Bisu fueron anunciados posteriormente como personajes secundarios, redondeando el reparto principal.

### Rodaje
La fotografía principal de la película comenzó el 3 de mayo de 2017 en Castel Film Studios en Bucarest, Rumanía, con Maxime Alexandre sirviendo como cinematógrafo. Las escenas fueron filmadas en el edificio del Parlamento Rumano en junio, a una tarifa de €5,000 por hora. El rodaje también tuvo lugar en el Castillo de Hunyad en Hunedoara y en Sighișoara, Transilvania. El director de la película, Corin Hardy, anunció en sus cuentas de redes sociales que la producción finalizó el 23 de junio de 2017, después de 38 días de filmación.
Durante el rodaje de la película el director Corin Hardy afirmó la aparición de entes paranormales, y así relató que al llegar a una habitación con entrada y salida única donde iba a revisar una escena en el monitor, vio a dos sujetos (que supuso que eran del equipo de sonido) que se encontraban sentados justo detrás de la silla donde Hardy procedió a sentarse. Al finalizar la escena en la pantalla, Hardy se levantó para felicitar a los dos sujetos y pudo advertir que estos ya no estaban.

## Estreno
The Nun originalmente estaba programada para ser estrenada en Estados Unidos el 13 de julio de 2018 por Warner Bros Pictures. En febrero de 2018, se informó que la película se había retrasado hasta el 7 de septiembre de 2018. El 13 de junio de 2018, el teaser tráiler fue lanzado.

## Recepción

### Taquilla
En Estados Unidos y Canadá, The Nun fue estrenada junto con Peppermint y God Bless the Broken Road, y originalmente se proyectó que recaudaría entre $32 y 37 millones de dólares en su primer fin de semana. Para la semana de su lanzamiento, las estimaciones habían aumentado a entre $36 y 45 millones en 3.876 salas de cine. La cinta recaudó $22.4 millones de dólares en su primer día, incluyendo $5.4 millones de anticipos de la noche del jueves, ambos los números más altos de la franquicia de The Conjuring. Pasó a debutar con $53.8 millones, también marcando la mejor recaudación de la franquicia, y se convirtió en la primera película en casi un mes en terminar por encima de Crazy Rich Asians en la taquilla.

### Respuesta crítica
The Nun ha recibido reseñas mixtas a negativas de parte de la crítica y la audiencia. En el sitio web especializado Rotten Tomatoes, la película posee una aprobación de 25%, basada en 208 reseñas, con una calificación de 4.4/10 y con un consenso crítico que dice: «The Nun cuenta con actuaciones fuertes, atmósferas espeluznantes y un par de piezas de teatro decentes, pero sus pecados incluyen lógica inconsistente y holgura narrativa». De parte de la audiencia tiene una aprobación de 35%, basada en más de 5000 votos, con una calificación de 2.7/5. En el sitio web Metacritic la película tiene una puntuación de 58 sobre 100, basada en 32 reseñas, indicando "reseñas mixtas". Las audiencias encuestadas por CinemaScore le han dado a la película una "B+" en una escala de A+ a F.